# Etainia nigricapitella
Etainia nigricapitella is een vlinder van de familie van de dwergmineermotten (Nepticulidae). De wetenschappelijke naam van deze soort is voor het eerst voorgesteld als Nepticula nigricapitella door Antonie Johannes Theodorus Janse in een publicatie uit 1948.
De soort komt voor in Namibië en Zuid-Afrika.